# 霍霍尔-特罗斯强卡农村居民点
霍霍尔-特罗斯强卡农村居民点（俄语：Хохол-Тростянское сельское поселение）是俄罗斯联邦沃罗涅日州奥斯特罗戈日斯克区所属的一个农村居民点。其下辖有1个居民点，行政中心为霍霍尔-特罗斯强卡。据2016年统计，该农村居民点的人口为565人。